# Cajuru
Cajuru este un oraș în São Paulo (SP), Brazilia.